# Remember It's Me
Remember It's Me è un singolo del gruppo musicale hard rock Gotthard, il primo estratto dal decimo album studio Firebirth. È stato pubblicato il 20 novembre 2011.

## Storia
La canzone è stata registrata, insieme ad altre 3, in un periodo di 2 settimane tra febbraio e ottobre 2011 che Nic Maeder ha trascorso a Lugano come audizione per essere ammesso come nuovo cantante della band. Alla fine è stato scelto proprio lui e come spesso ricordato dagli altri membri del gruppo e da Maeder stesso prima di eseguirla nei concerti, è il primo brano che hanno scritto assieme.
Vuole anche essere un ringraziamento ai fans per aver sostenuto la G-Family durante il difficile anno trascorso.

## Videoclip
Oltre a ciò è presente anche il videoclip che mostra i membri del gruppo in una grande sala oscura col pavimento di legno, molte candele accese e grandi fari dietro che illuminano a intermittenza proprio come nei concerti mentre suonano il pezzo.

## Tracce
CD e iTunes
1. Remember It's Me - 3:29

## Formazione
- Nic Maeder - voce
- Leo Leoni - chitarra
- Freddy Scherer - chitarra
- Marc Lynn - basso
- Hena Habegger - batteria